# R.K. Kerkhof (Groningen)

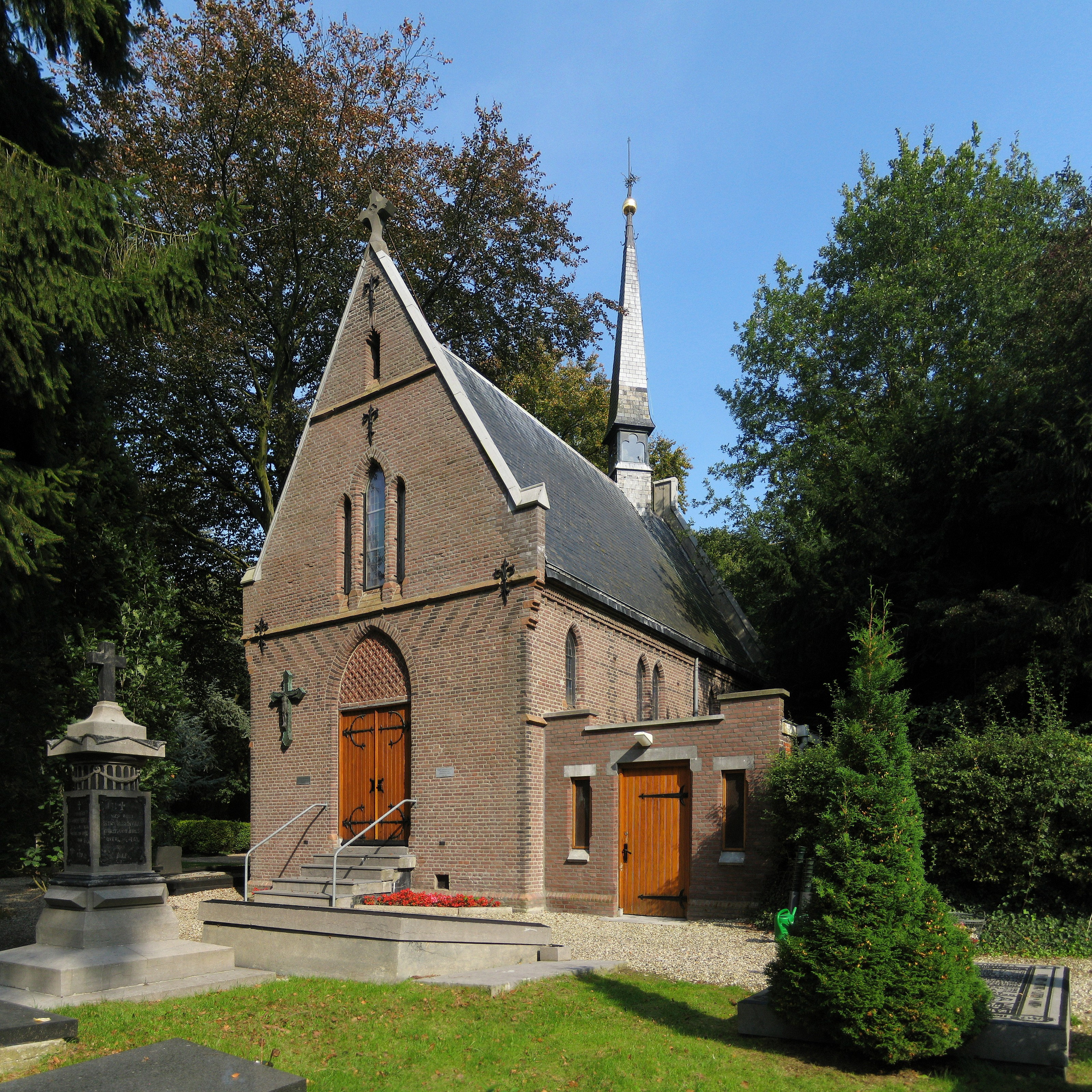
De door P.J.H. Cuypers ontworpen kapel van het kerkhof in 2011

Het R.K. Kerkhof is een rooms-katholieke begraafplaats in de stad Groningen.

## Geschiedenis
De begraafplaats werd in 1872 aangelegd aan de Hereweg, mede op initiatief van monseigneur Jansen, toenmalig deken van Groningen. Omdat het terrein binnen de Helperlinie lag, de verdedigingswerken van de stad, moest de toenmalige minister van Oorlog hiervoor toestemming geven. Een deel van de grond aan de Hereweg werd rond 1990 verkocht. De ingang van de begraafplaats ligt aan de Papiermolenlaan, een zijlaantje van de Hereweg. De begraafplaats wordt beheerd door de 'Stichting R.K. Kerkhof Groningen'.

## Bezienswaardigheden
Direct bij de ingang ligt een gazon, met daarop een klokkenstoel. Op deze plaats werden de stoffelijke resten herbegraven van degenen die waren begraven in en om de gesloopte Broerkerk. Een klein monument herinnert hieraan.
De kapel, een kleine zaalkerk uit 1879, was het eerste gebouw van P.J.H. Cuypers in de stad Groningen. In de jaren zeventig en tachtig van de 20e eeuw werd de kapel verhuurd aan de Russisch-Orthodoxe Kerk. Na een restauratie in de jaren negentig werd de kapel door het bisdom Groningen weer voor de eredienst in gebruik genomen. Het gebouwtje, waaronder zich een crypte bevindt, is een gemeentelijk monument. Naast de kapel staat het beeld van 'Christus Koning' dat in 1936 door Jan Eloy Brom en Leo Brom werd gemaakt voor de Sint-Martinuskerk, die in 1982 werd gesloopt.
Op de begraafplaats bevindt zich het Verzetsmonument uit 1946 van Herman van Wissen. Op het monument staan de namen van negentien gesneuvelde rooms-katholieke verzetsmensen. Ook de uit Groningen afkomstige kapelaan Aloysius Regnerus (Reinier) de Hosson (1912-1944), werkzaam in de illegaliteit in Enschede en op 31 oktober 1944 gefusilleerd in Gronau, ligt er begraven.

## Hier begraven
- Franciscus Hermanus Bach (1865-1956), kunstschilder
- Alfons Dölle (1947-2012), politicus en rechtsgeleerde
- Thees Meesters (1908-2002), beeldhouwer
- Bernard Möller (1923-1999), bisschop
- Casper Naber (1906-1944), verzetsstrijder
- Pieter Nierman (1901-1976), bisschop
- Gebke Hinrichs Tjaden (1829-1935), oudste inwoner van Nederland
- Adrianus van Wissen (1878-1955), architect
- Driek van Wissen (1943-2010), dichter
- Herman van Wissen (1910-2000), architect
- F.W.A Jansen (1806-1884) Oprichter van het kerkhof. Pastoor van de Broerkerk, deken van Groningen en Assen.

## Afbeeldingen

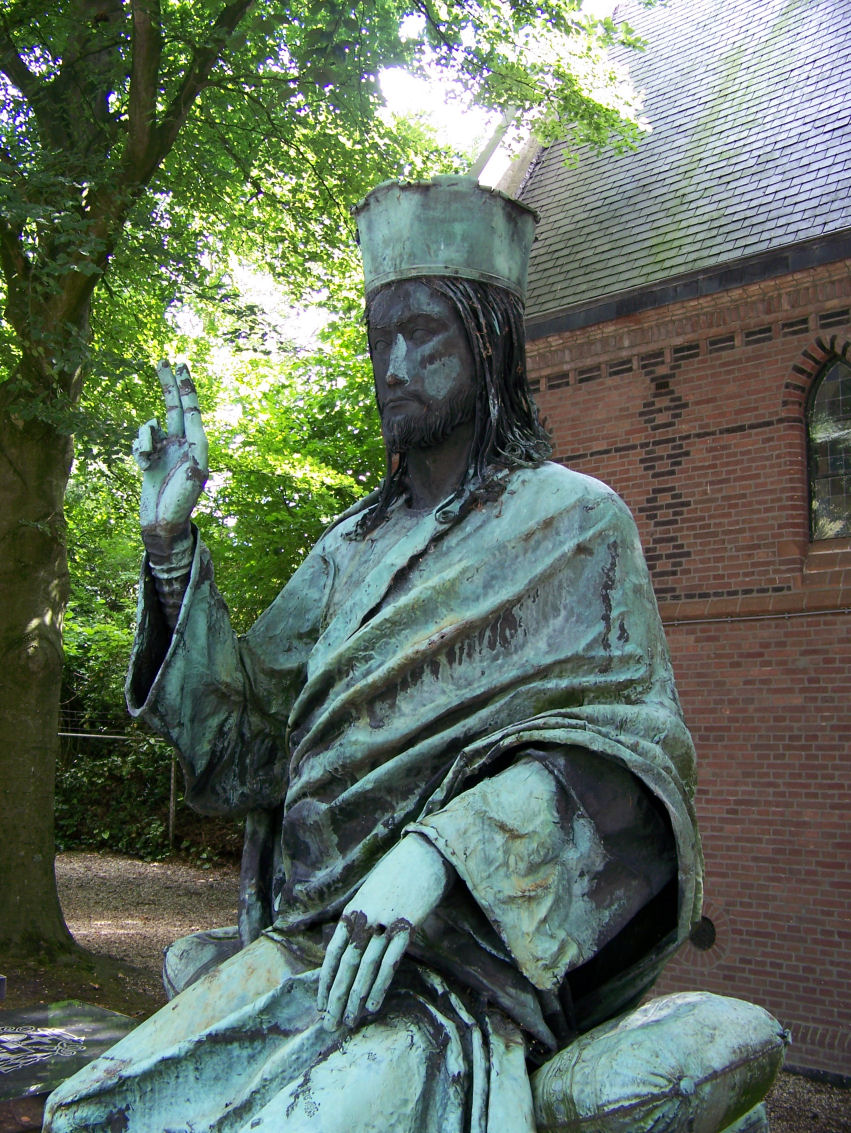
Christus Koning door Jan Eloy Brom en Leo Brom, 1936 (foto: 2008)
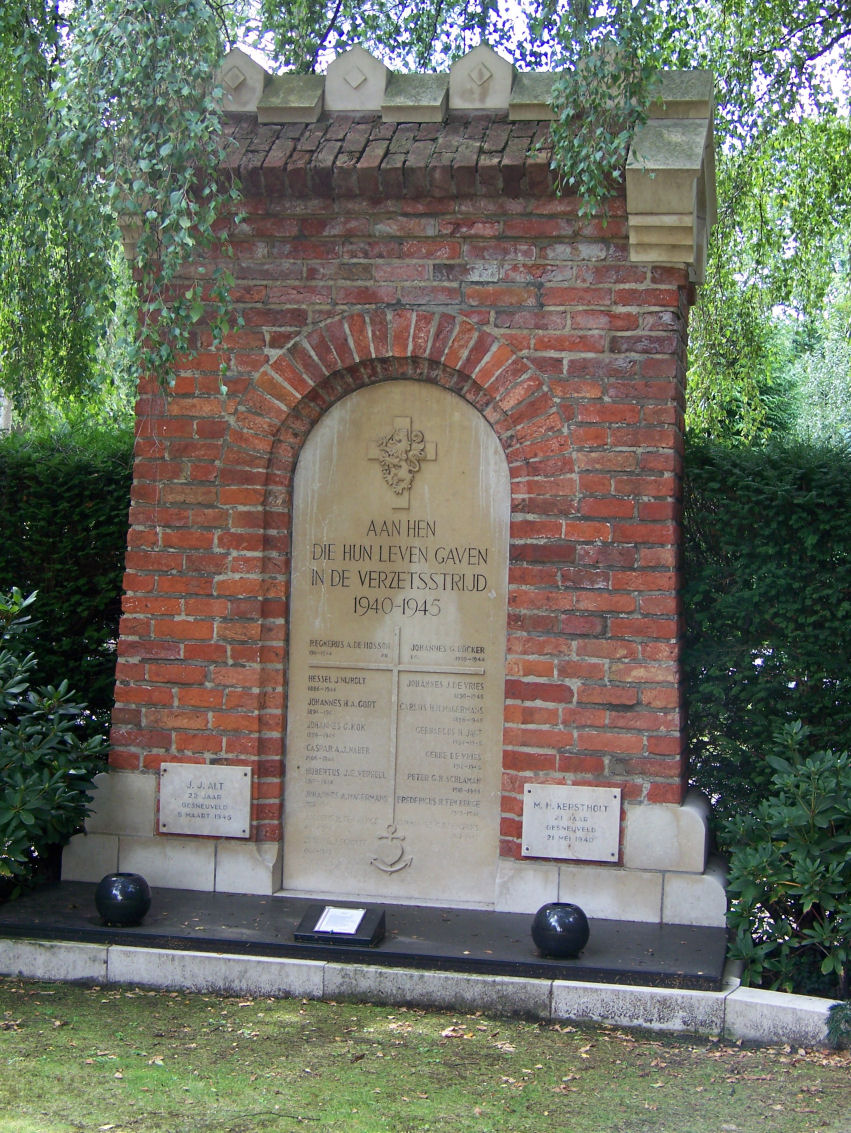
Verzetsmonument door Herman van Wissen, 1946 (foto: 2008)
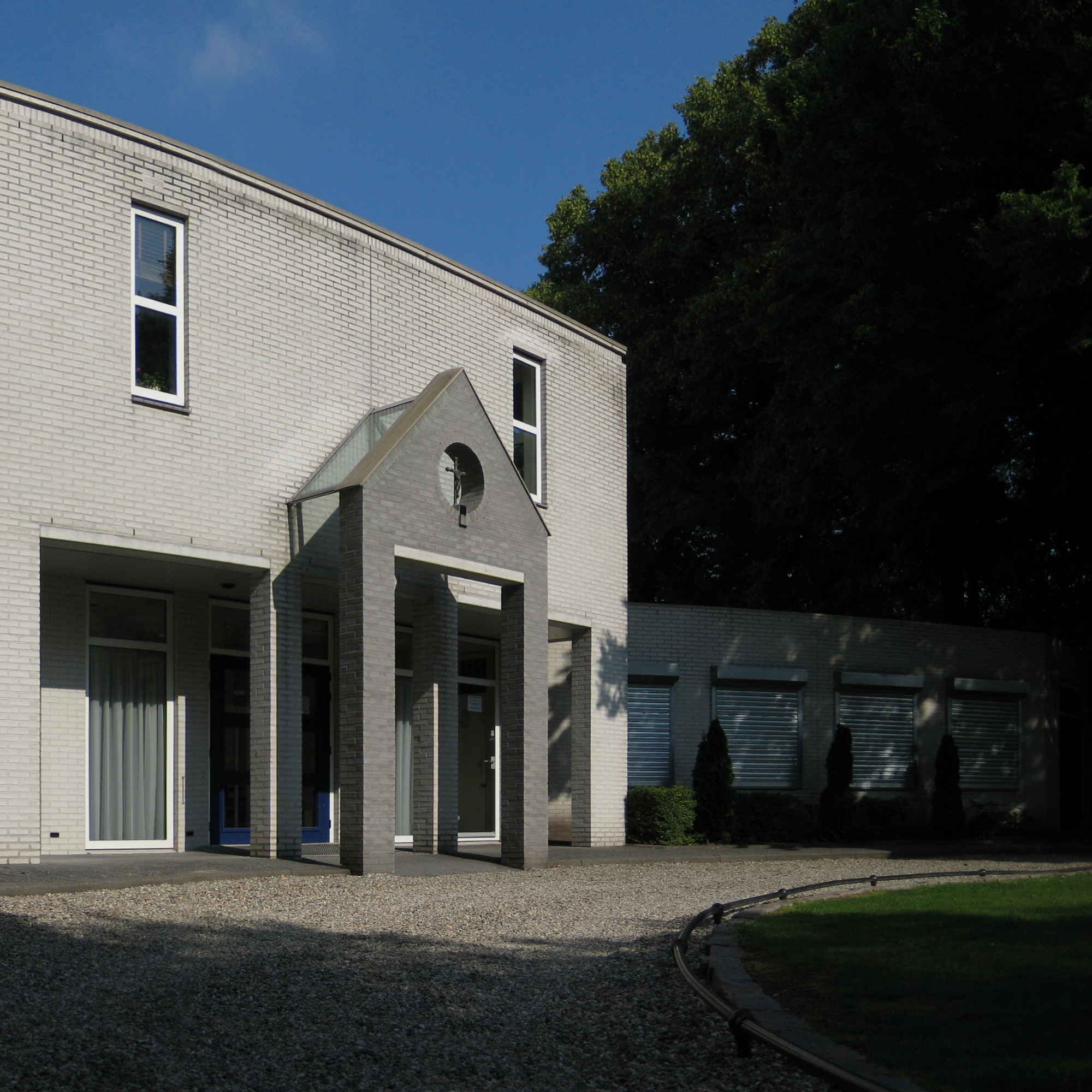
De ingang van de aula in 2009
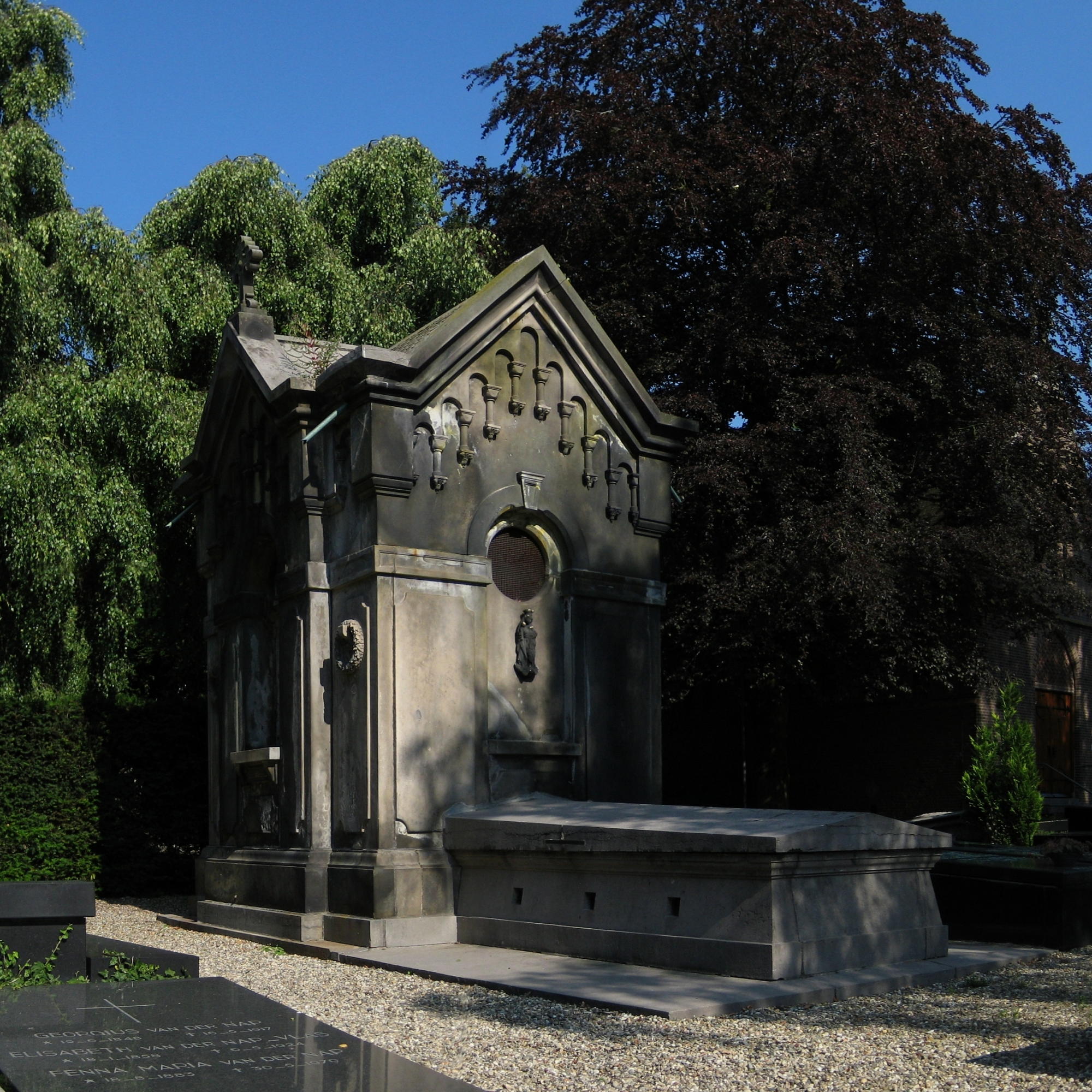
Graftombe in 2009
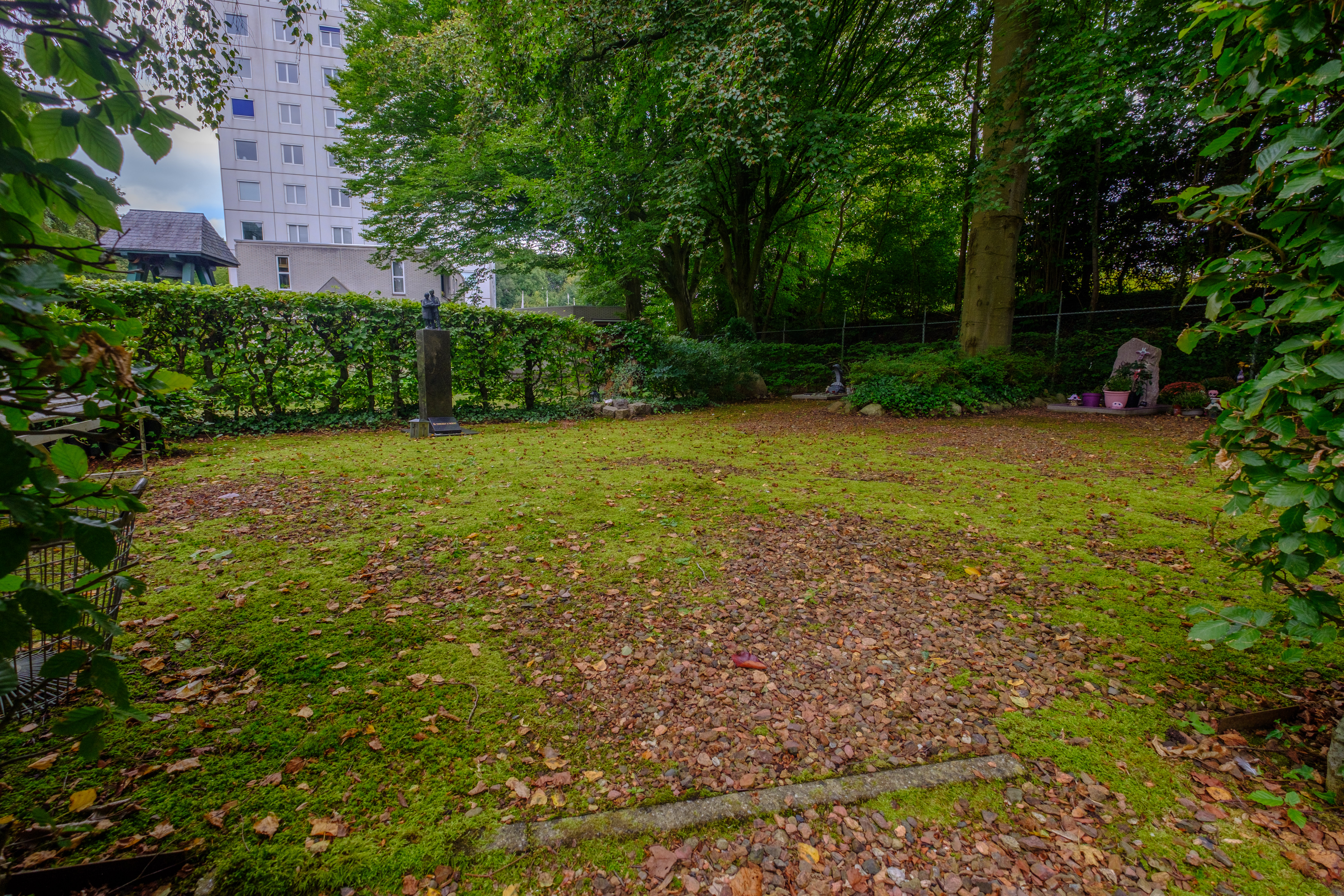
De voormalige ongewijde aarde waar de ongedoopte kinderen die volgens de leer naar het limbus infantium (kinderzoom) gingen anoniem in een massagraf werden begraven. In 2004 werd een gedenkteken geplaatst.
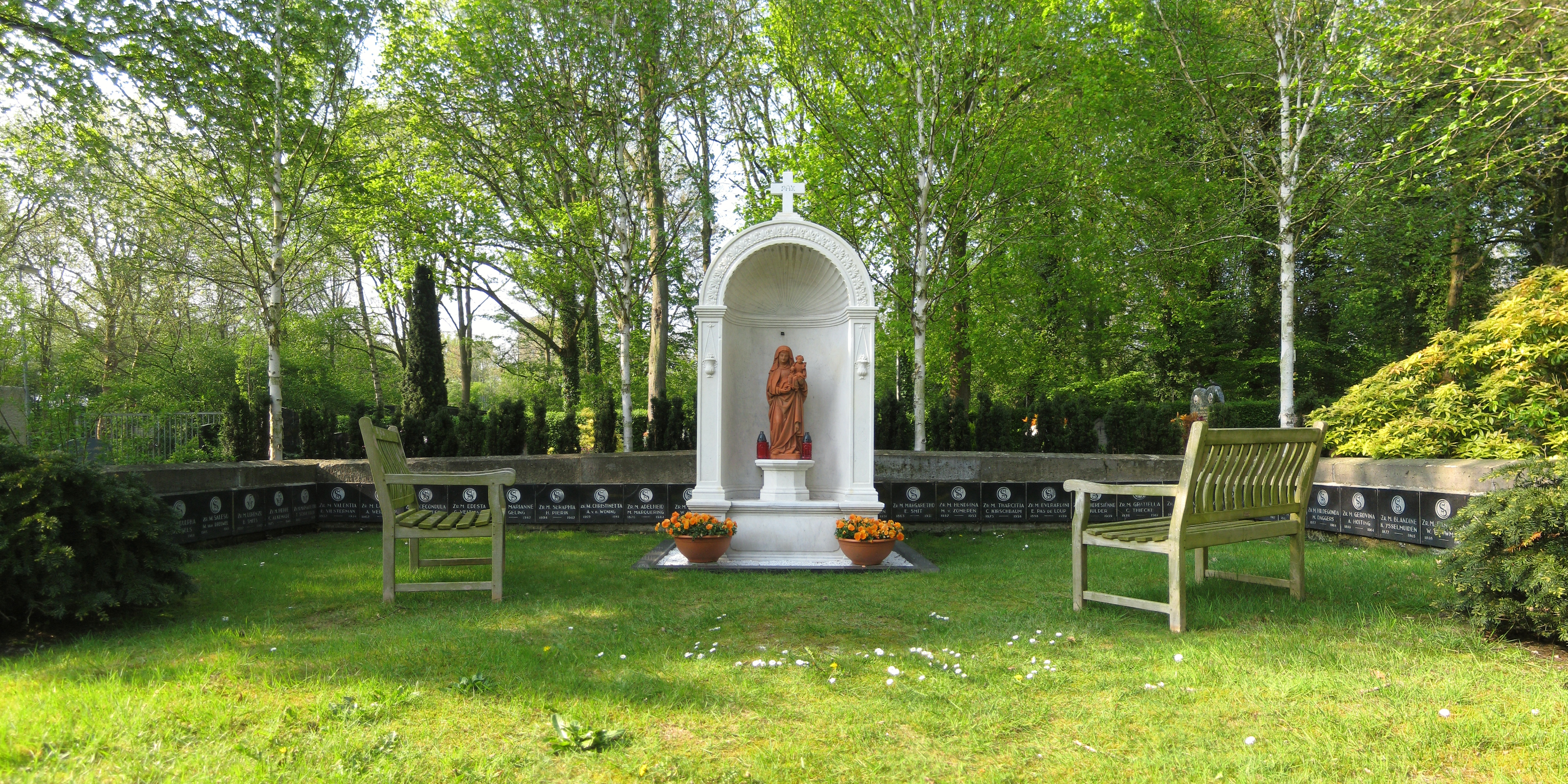
Grafmonument voor de Zusters van Tilburg, die actief waren in de ziekenzorg in het RKZ (foto: 2014)
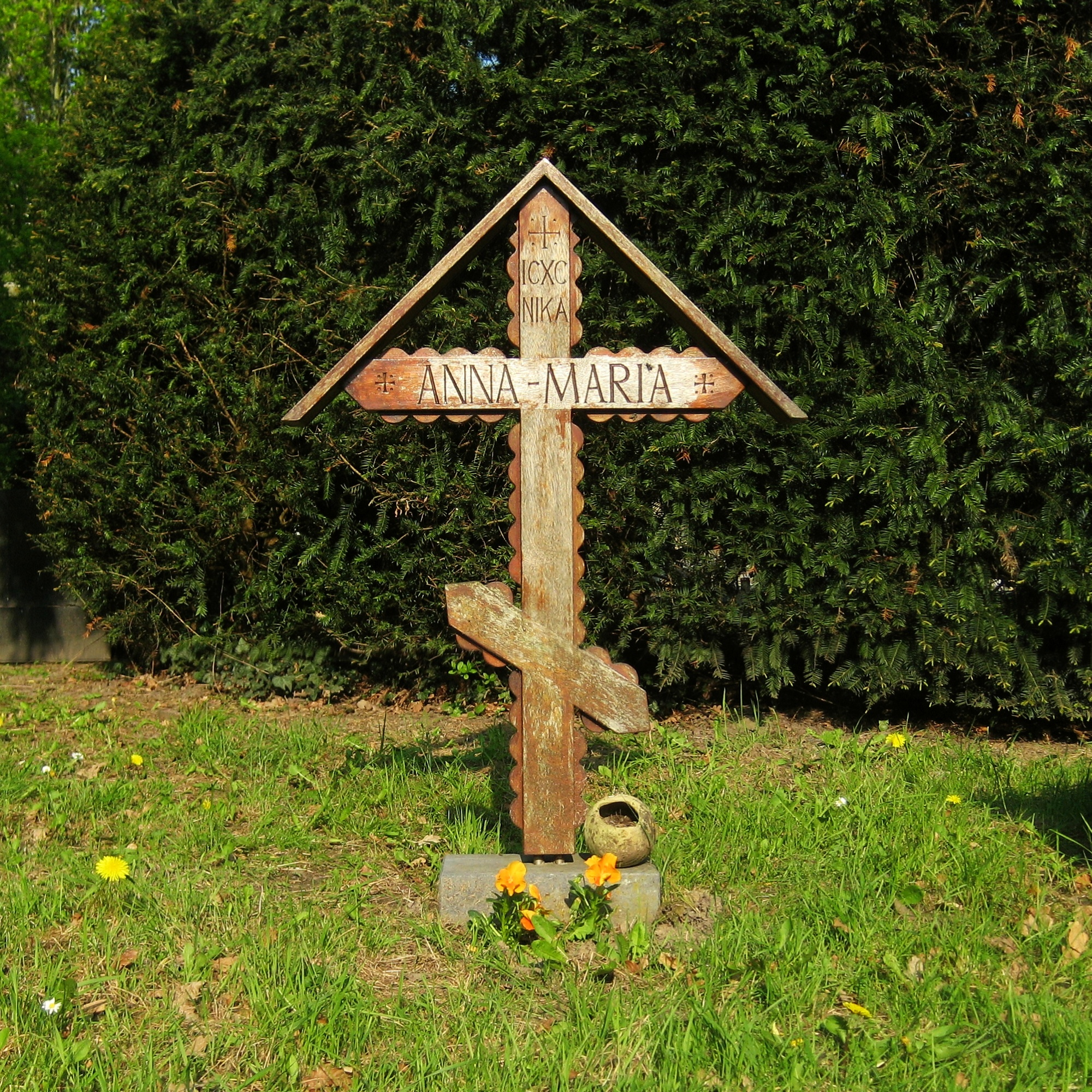
Russisch-orthodoxe houten grafzerk (2014)
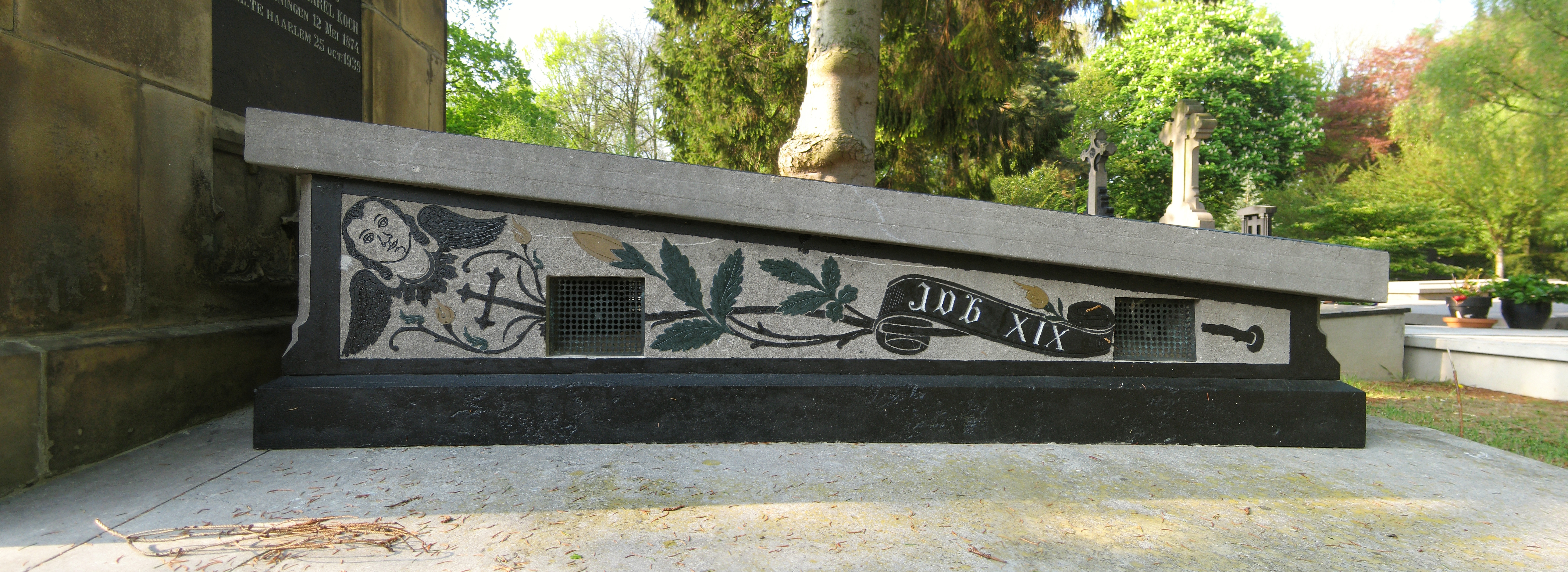
Detail van een familiegraf (2014)